# Esgrima nos Jogos Olímpicos de Verão de 2016 - Florete por equipes masculino
A competição de florete individual por equipes da esgrima nos Jogos Olímpicos de Verão de 2016 foi disputada em 12 de agosto na Arena Carioca 3.

## Medalhistas
|  | RUS Rússia                                          |  | FRA França                                                        |  | USA Estados Unidos                                                    |
|  | Aleksey Cheremisinov Artur Akhmatkhuzin Timur Safin |  | Jérémy Cadot Enzo Lefort Erwan Le Péchoux Jean-Paul Tony Helissey |  | Miles Chamley-Watson Alexander Massialas Gerek Meinhardt Race Imboden |

## Resultados

### Fase final
|  | Quartas de final | Quartas de final   | Quartas de final |                    |    | Semifinais | Semifinais | Semifinais |                |                | Final          | Final              | Final |
|  |                  |                    |                  |                    |    |            |            |            |                |                |                |                    |       |
|  | 1                | ITA Itália         | 45               |                    |    |            |            |            |                |                |                |                    |       |
|  | 8                | BRA Brasil         | 27               |                    |    |            |            |            |                |                |                |                    |       |
|  | 8                | BRA Brasil         | 27               |                    | 1  | ITA Itália | 30         |            |                |                |                |                    |       |
|  |                  |                    |                  |                    | 1  | ITA Itália | 30         |            |                |                |                |                    |       |
|  |                  |                    | 4                | FRA França         | 45 |            |            |            |                |                |                |                    |       |
|  | 5                | CHN China          | 4                | FRA França         | 45 | 42         |            |            |                |                |                |                    |       |
|  | 5                | CHN China          |                  |                    |    | 42         |            |            |                |                |                |                    |       |
|  | 4                | FRA França         | 45               |                    |    |            |            |            |                |                |                |                    |       |
|  |                  |                    |                  |                    |    |            |            |            |                |                | 4              | FRA França         | 41    |
|  |                  |                    | 3                | RUS Rússia         | 45 |            |            |            |                |                |                |                    |       |
|  | 3                | RUS Rússia         | 45               |                    |    |            |            |            |                |                |                |                    |       |
|  | 6                | GBR Grã-Bretanha   | 43               |                    |    |            |            |            |                |                |                |                    |       |
|  | 6                | GBR Grã-Bretanha   | 43               |                    | 3  | RUS Rússia | 45         |            | Terceiro lugar | Terceiro lugar | Terceiro lugar | Terceiro lugar     |       |
|  |                  |                    |                  |                    | 3  | RUS Rússia | 45         |            | Terceiro lugar | Terceiro lugar | Terceiro lugar | Terceiro lugar     |       |
|  |                  |                    | 2                | USA Estados Unidos | 41 |            |            |            |                |                |                |                    |       |
|  | 7                | EGY Egito          | 2                | USA Estados Unidos | 41 | 37         |            | 1          | ITA Itália     | 31             |                |                    |       |
|  | 7                | EGY Egito          |                  |                    |    | 37         |            | 1          | ITA Itália     | 31             |                |                    |       |
|  | 2                | USA Estados Unidos | 45               |                    |    |            |            |            |                |                | 2              | USA Estados Unidos | 45    |

### Classificação 5º–8º

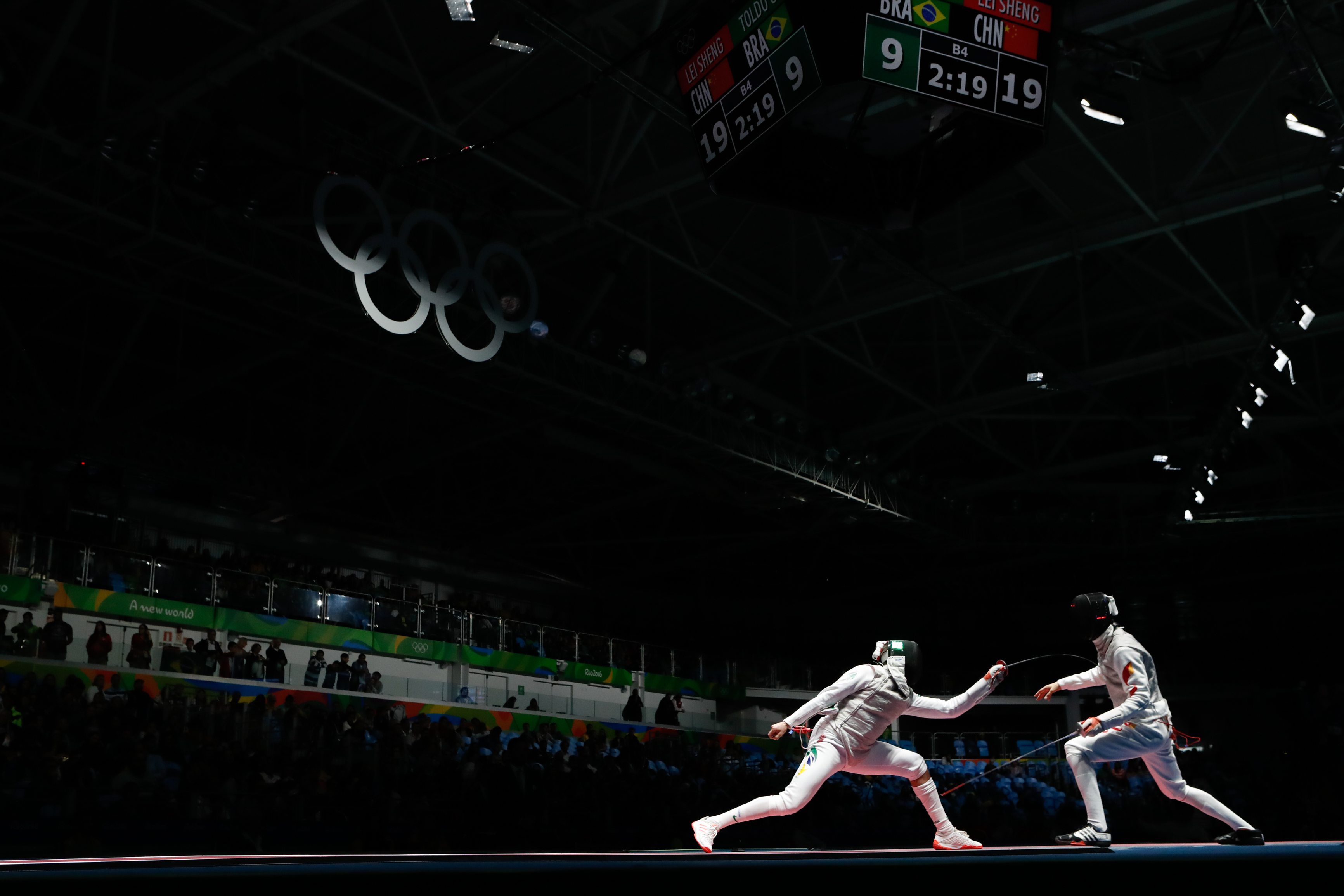
Brasil e China se enfrentaram na disputa entre o 5º e 8º lugar.

|  | Classificação 5–8 |                   |                   |  |   |                   |                   |                   |
|  | 8                 | BRA Brasil        | 41                |  |   |                   |                   |                   |
|  | 5                 | CHN China         | 43                |  |   | Classificação 5–6 | Classificação 5–6 | Classificação 5–6 |
|  |                   |                   |                   |  |   | 5                 | CHN China         | 45                |
|  | Classificação 5–8 | Classificação 5–8 | Classificação 5–8 |  | 6 | GBR Grã-Bretanha  | 38                |                   |
|  | 6                 | GBR Grã-Bretanha  | 45                |  |   |                   |                   |                   |
|  | 7                 | EGY Egito         | 43                |  |   | Classificação 7–8 | Classificação 7–8 | Classificação 7–8 |
|  |                   |                   |                   |  |   | 8                 | BRA Brasil        | 39                |
|  |                   |                   |                   |  |   | 7                 | EGY Egito         | 45                |

## Classificação final
| Pos.              | CON                | Equipe                                                                |
| ----------------- | ------------------ | --------------------------------------------------------------------- |
| Medalha de ouro   | RUS Rússia         | Timur Safin Aleksey Cheremisinov Artur Akhmatkhuzin                   |
| Medalha de prata  | FRA França         | Enzo Lefort Jérémy Cadot Erwann Le Péchoux Jean-Paul Tony Helissey    |
| Medalha de bronze | USA Estados Unidos | Gerek Meinhardt Alexander Massialas Miles Chamley-Watson Race Imboden |
| 4                 | ITA Itália         | Giorgio Avola Daniele Garozzo Andrea Baldini Andrea Cassarà           |
| 5                 | CHN China          | Chen Haiwei Lei Sheng Ma Jianfei Shi Jialuo                           |
| 6                 | GBR Grã-Bretanha   | Marcus Mepstead Laurence Halsted James Davis Richard Kruse            |
| 7                 | EGY Egito          | Tarek Ayad Alaaeldin Abouelkassem Mohamed Essam Mohamed Hamza         |
| 8                 | BRA Brasil         | Henrique Marques Guilherme Toldo Ghislain Perrier Fernando Scavasin   |